# Abi-Ešu
Abi-Ešu (mA-bi-ši nebo také mE-bi-šum) byl babylonský král 1. amoritské dynastie. Vládl přibližně v letech 1712–1684 př. n. l. Byl synem svého předchůdce Samsu-Iluny.
O jeho vládě neexistuje mnoho záznamů. Výpis jeho ročních zpráv (téměř jediný zdroj informací o období jeho vlády) vyjmenovává stavby na kterých se podílel, jím provedené úpravy zavlažovacích kanálů, dary chrámům a obecné proklamace jeho „spravedlivosti“.
Abi-Ešu pokračoval ve válce s králem Přímoří Iluma-Ilunem, který proti němu uzavřel spojenectví s Elamem. Je také zmiňována válka s Kassity. Nejsou známy výsledky těchto válek a ani územní rozsah moci Abi-Ešua.
| Předchůdce: Samsu-Iluna |  | Králové Babylonu 1712–1684 př. n. l. |  | Nástupce: Ammi-Ditana |